# Chinatown (Toronto)
El Barrio chino de Toronto (en chino, 多伦多 华埠 pinyin: Duōlúnduō huá bù; en francés: Quartier chinois; español: Barrio chino de Toronto) es un gran enclave étnico en el centro de la ciudad canadiense de Toronto, Ontario, con una concentración alta de residentes chinos y comercios extendiéndose a lo largo de las calles Calle Dundas Oeste y Avenida Spadina El barrio empezó a desarrollarse por primera vez en el siglo XIX, y ahora es uno de los mayores barrios chinos en América del Norte y es una de varias de las principales comunidades de sino-canadienses en el área de Toronto.

## Historia
El Barrio Chino de Toronto apareció por primera vez durante la década de 1890 con la inmigración de sino-estadounidenses provenientes del estado de California debido a los conflictos raciales y desde el este de Estados Unidos debido a la depresión económica que había en aquel momento. El registro más antiguo de la comunidad china de Toronto se remonta a Sam Ching, quien era dueño de un negocio de lavandería a mano en Adelaide Street en 1878. Ching fue la primera persona china en aparecer en el directorio de la ciudad y ahora es honrado con un carril que lleva su nombre.

## Galería

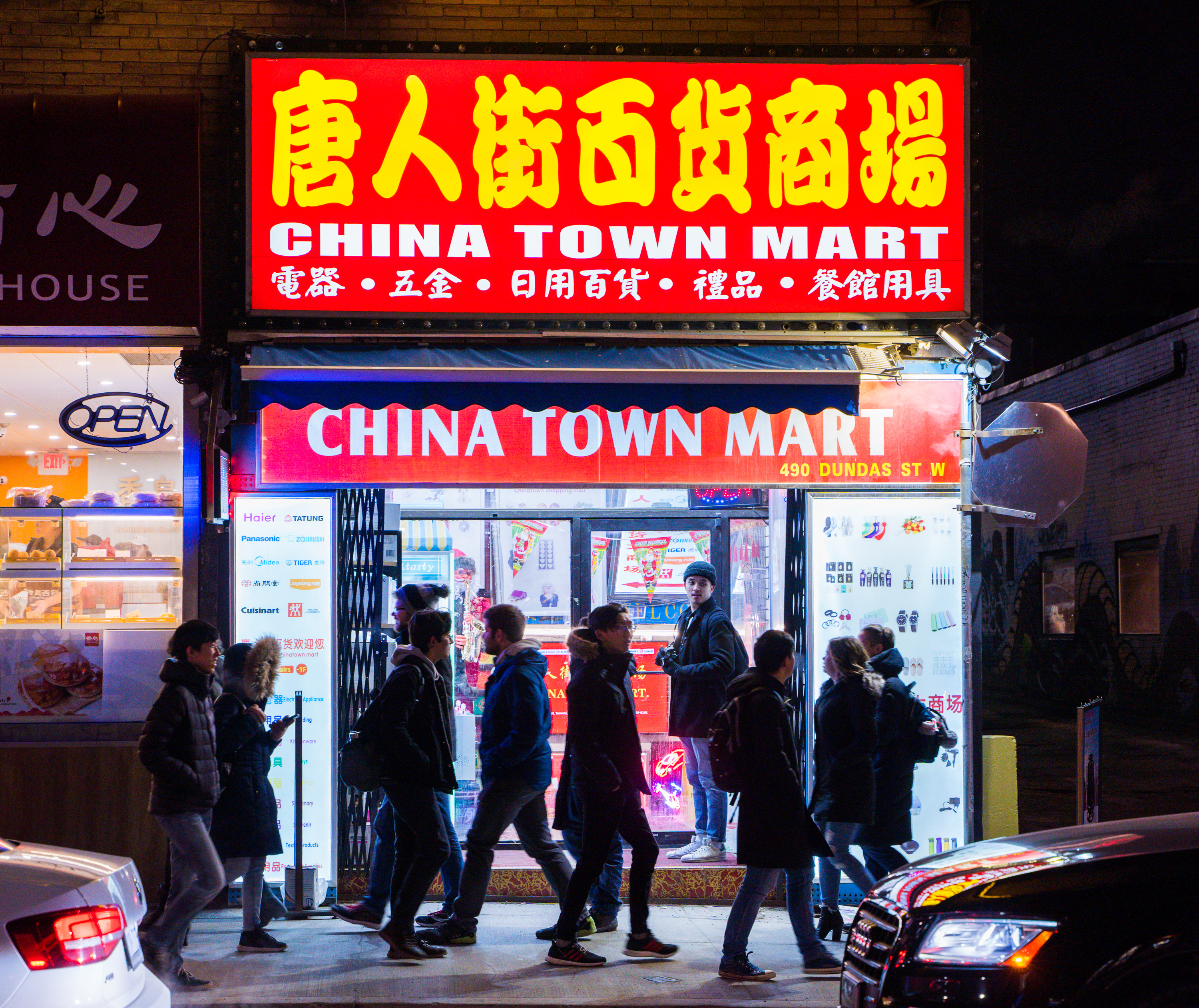
Un mart en Chinatown
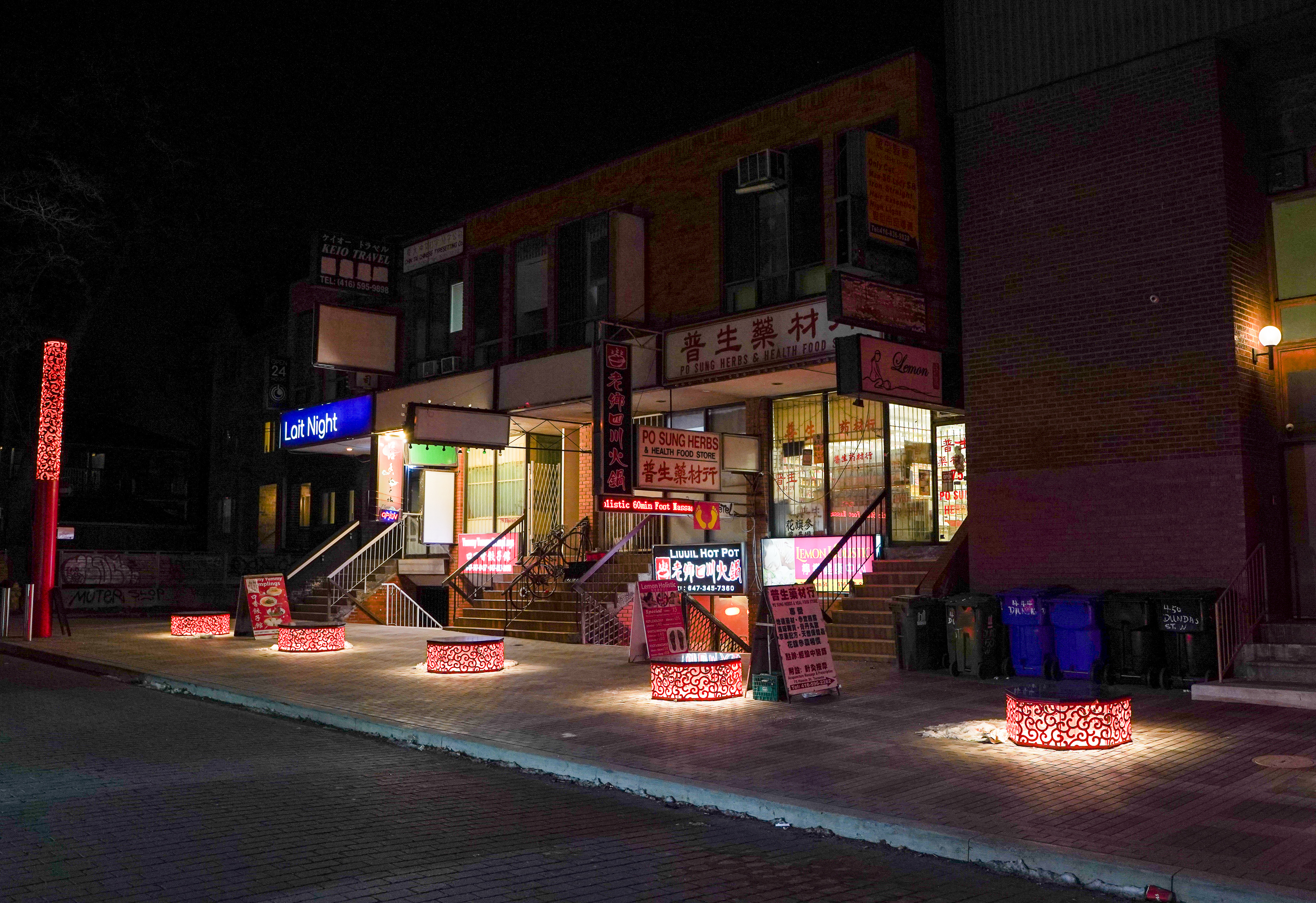
Noche de Toronto Chinatown
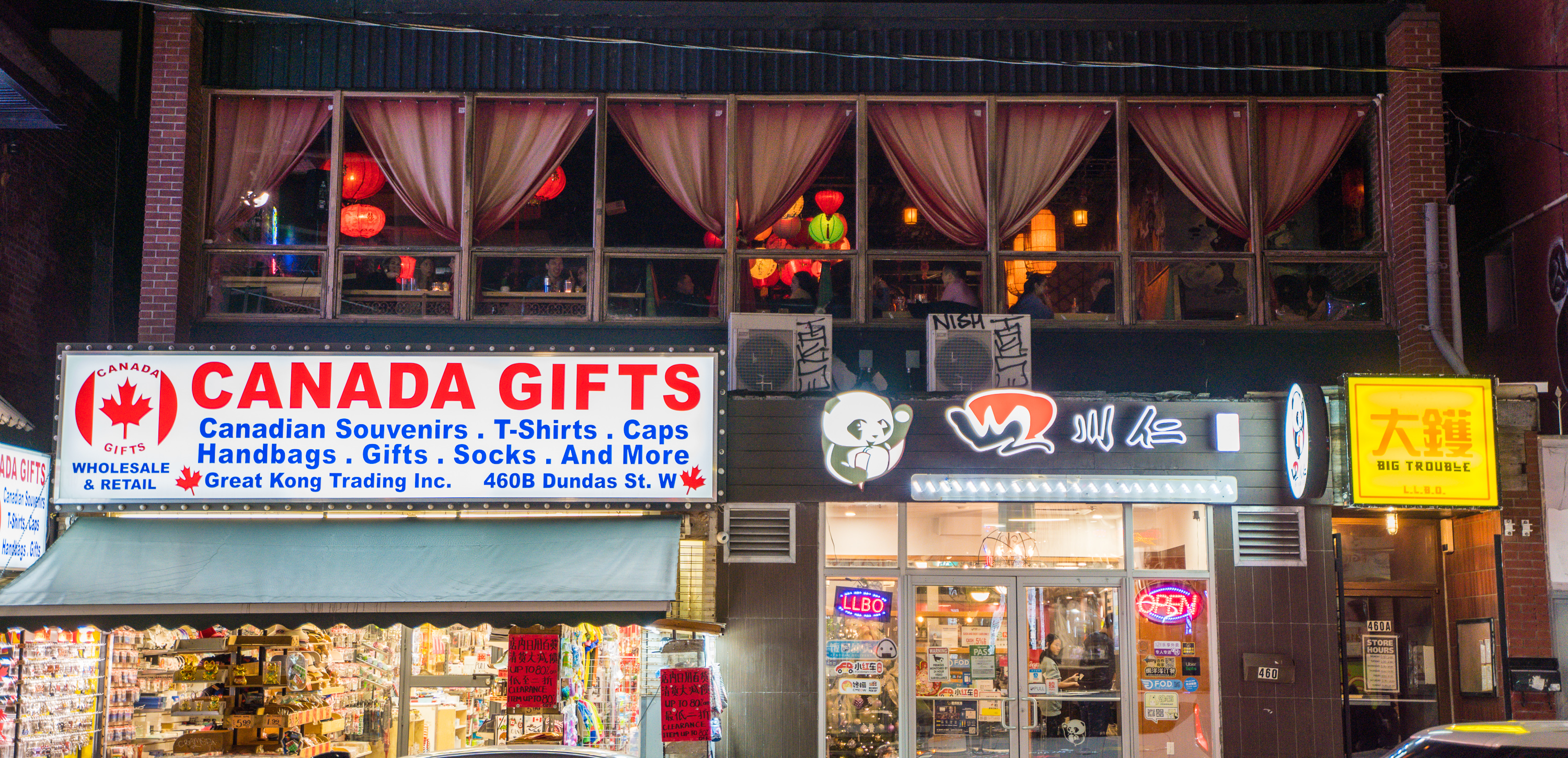
Bar Big Trouble del barrio chino de Toronto
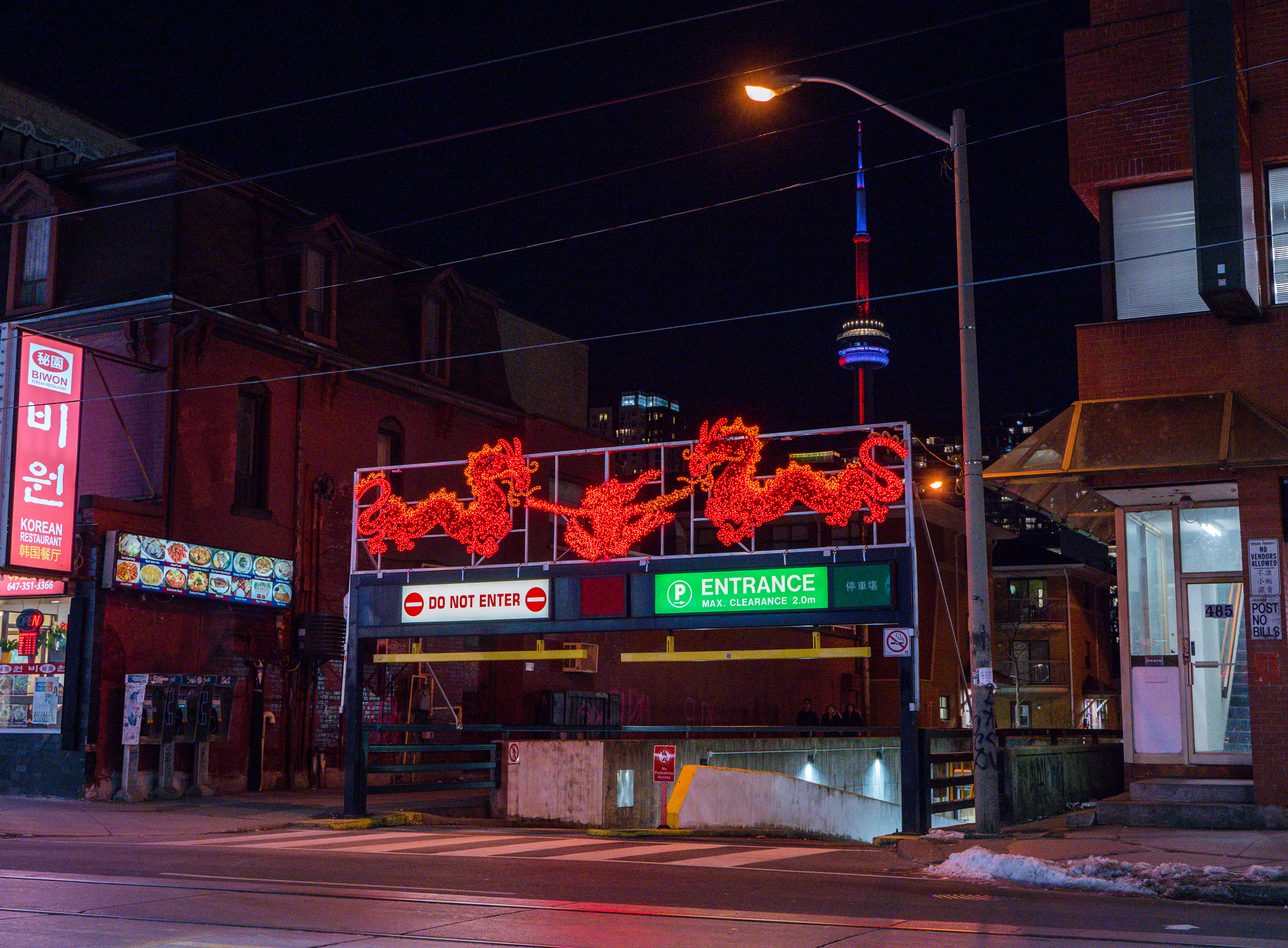
Torre CN de Toronto Chinatown
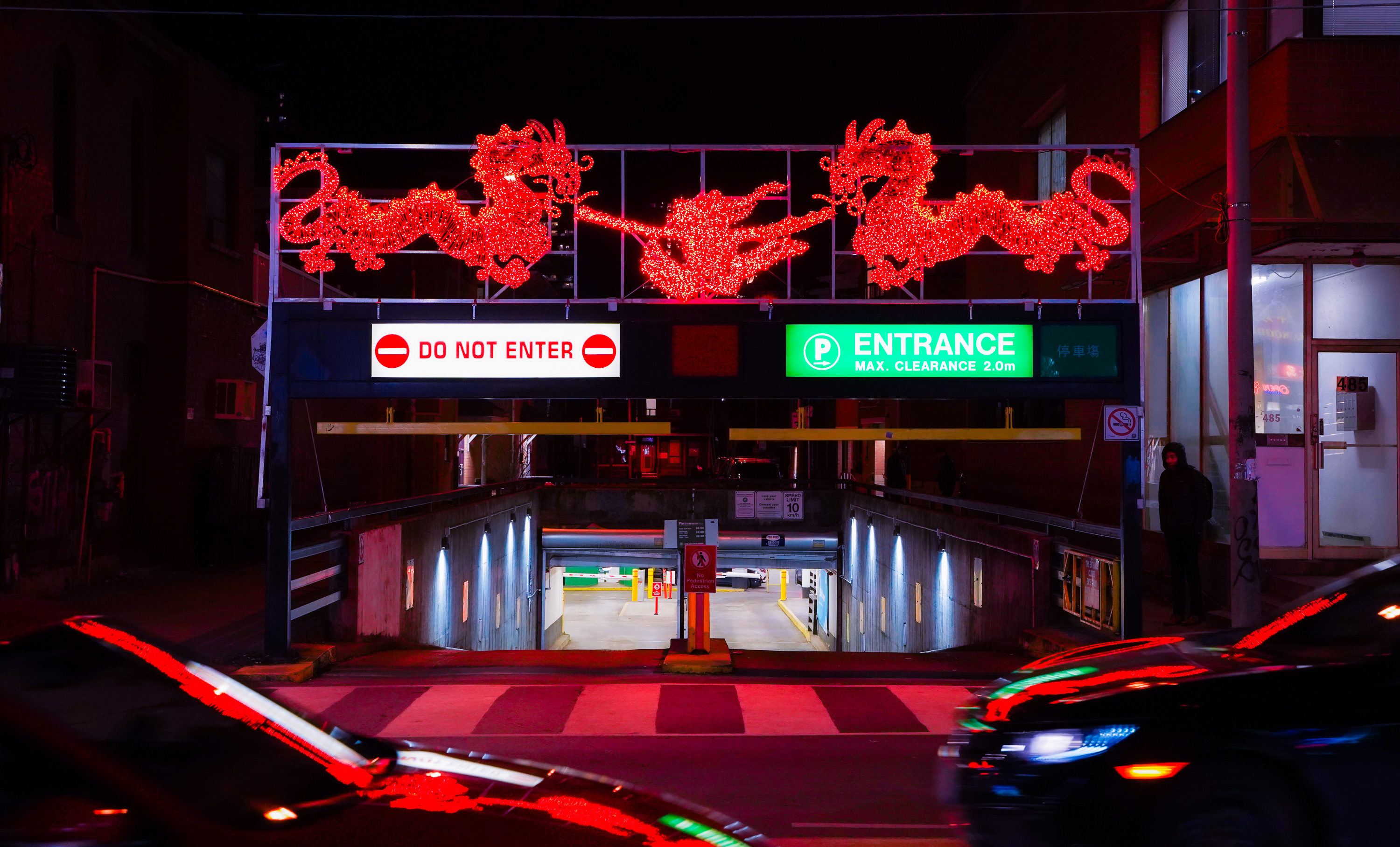
Estacionamiento subterráneo decorativo de Toronto Chinatown
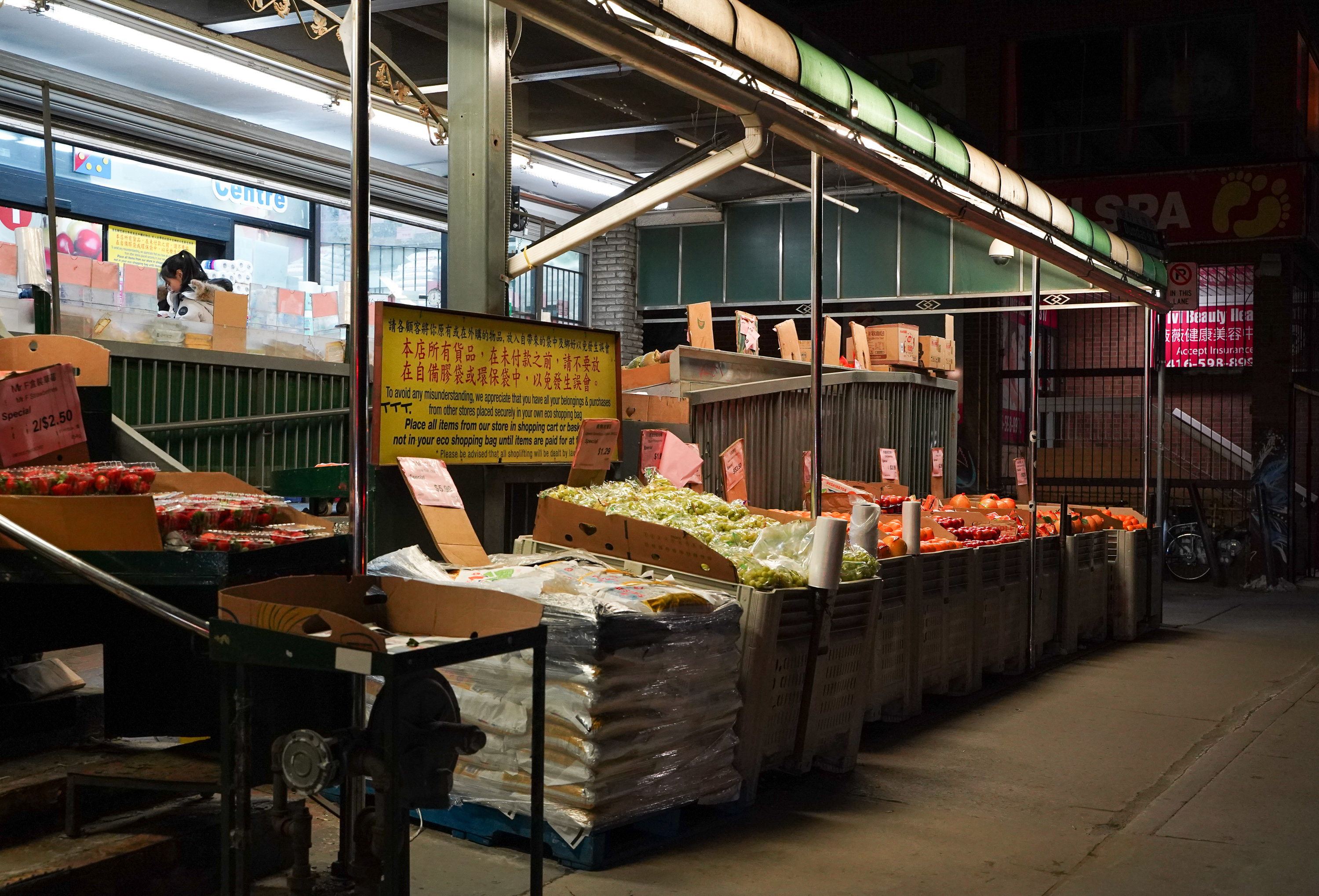
Mercado nocturno de Toronto Chinatown
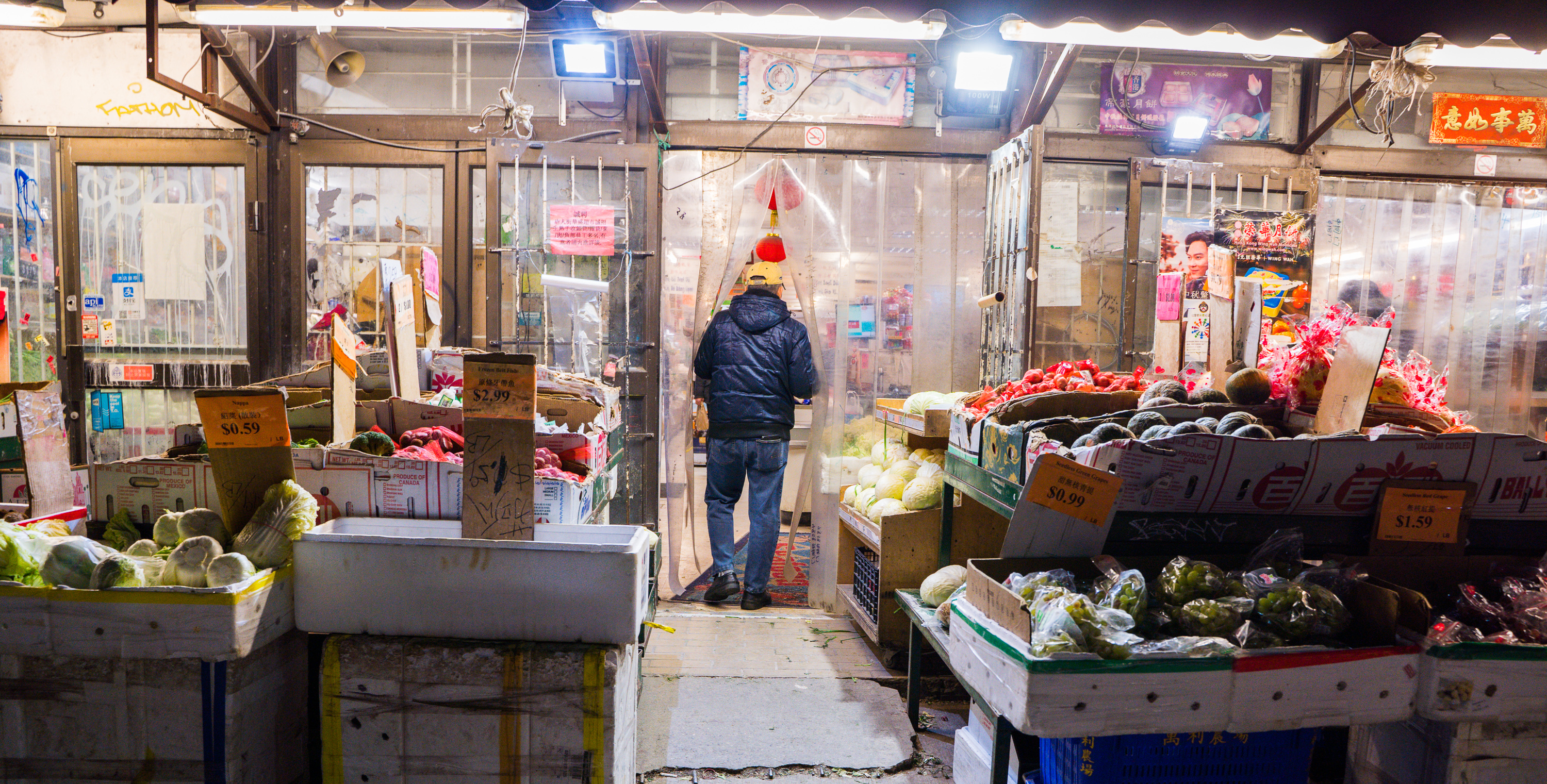
Mercado nocturno de Toronto Chinatown
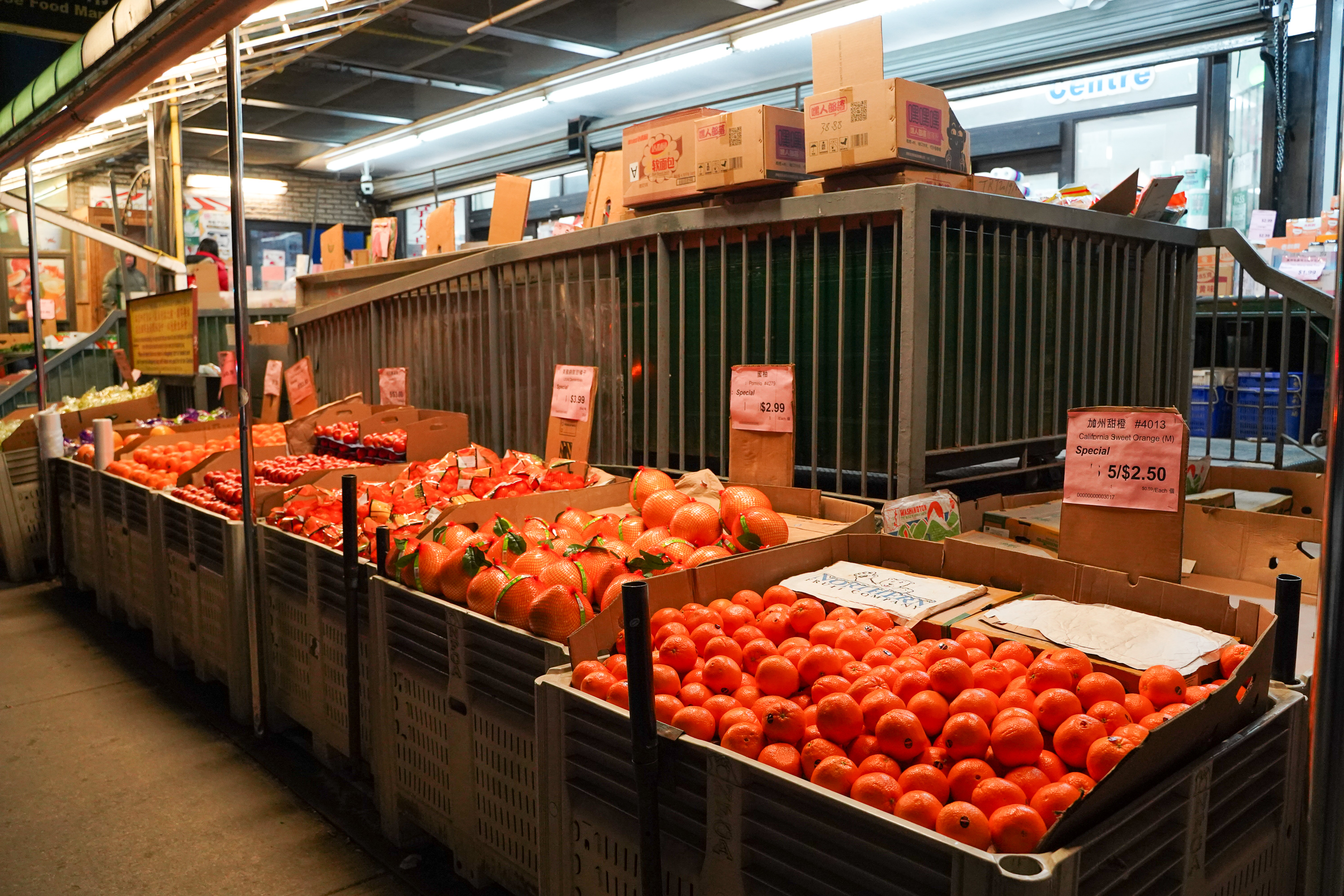
Mercado nocturno de Toronto Chinatown
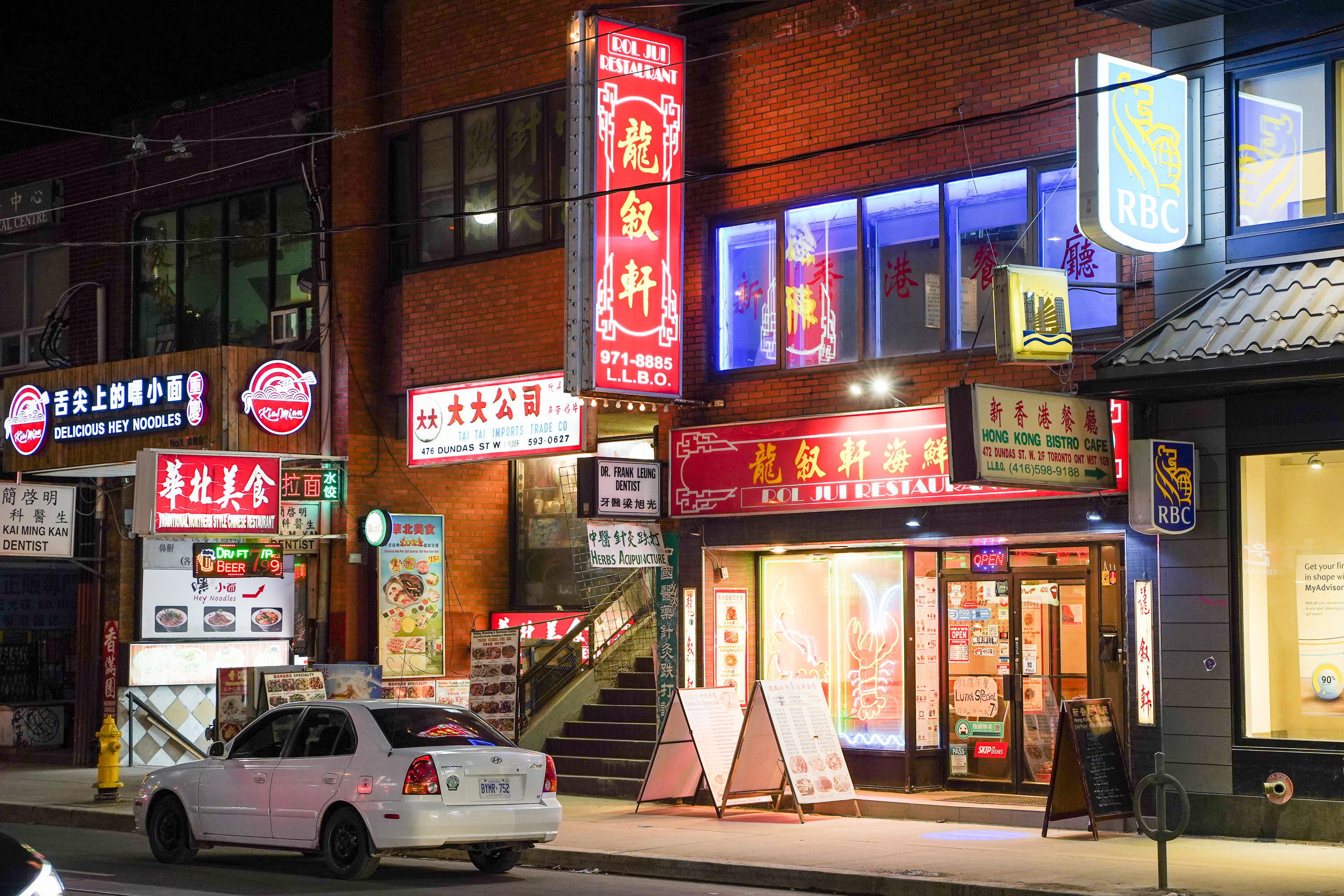
Foro de viajes a Toronto Chinatown
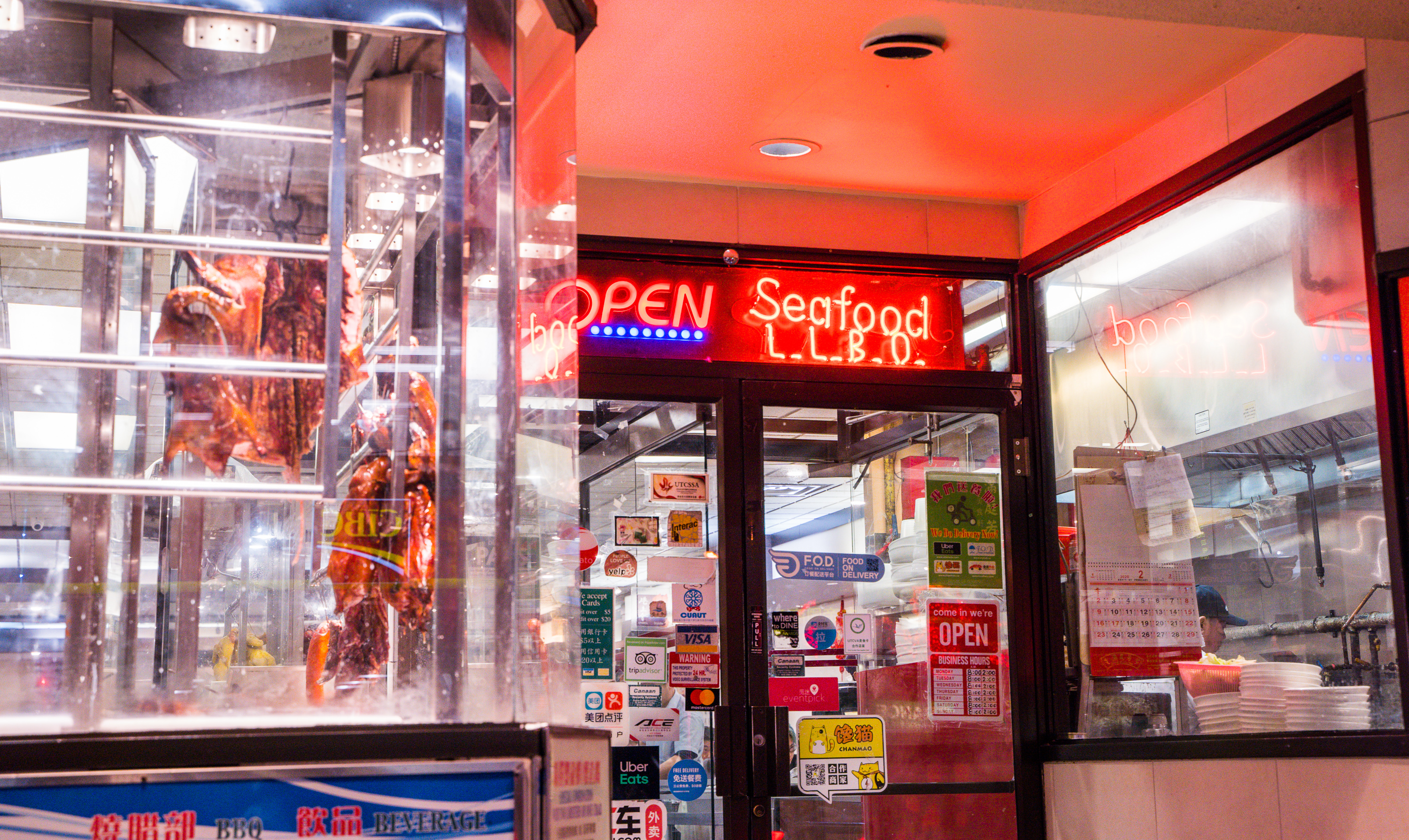
Restaurante de mariscos y barbacoa de Toronto Chinatown